# Margaretha-Maria Alacoque
Margaretha-Maria Alacoque (Frans: Marguerite-Marie Alacoque) (Verosvres, 22 juli 1647 — Paray-le-Monial, 17 oktober 1690) was een 17e-eeuwse Franse religieuze zieneres en mystica die in 1920 werd heilig verklaard. Ze droeg sterk bij aan de verbreiding van de Heilig Hartverering.

## Leven
Margaretha-Maria leed in haar kindsheid aan kinderverlamming en zou daarvan op onverklaarbare wijze zijn genezen. Zij zou in deze tijd reeds visioenen hebben gehad. In 1671 trad zij toe tot de Orde van Maria Visitatie (Latijn: Ordo de Visitatione Beatae Mariae Virginis (OVM)) in Paray-le-Monial. Sinds de intreding tot de kloosterorde namen haar visioenen in aantal en hevigheid toe. Ze was erg begaan met de problemen van geloofsafval en onkuisheid en het 'onheilig' leven van priesters en medereligieuzen. Dit leidde tot een vijandige houding van haar medezusters. Niettemin was Margaretha-Maria standvastig in haar contemplaties. 
Op 16 juni 1675 ontving zij een visioen, waarin haar verklaard werd dat voortaan op vrijdag na het octaaf van Sacramentsdag een feestdag ter ere van het Heilig Hart van Jezus zou dienen te worden ingesteld. Alacoque zou vanaf dit moment de devotie tot het Heilig Hart met alle energie verbreiden. Daarbij kreeg zij steun van Claude de la Colombière, overste van de jezuïeten in Paray-le-Monial.

## Heilig Hartverering
Margaretha-Maria Alacoque staat met haar mystieke beleving in een lange Heilig Hart-traditie, welke teruggaat tot in de 13e eeuw. Pas in 1765 werd de eerste liturgische viering ter ere van het Heilig Hart toegestaan. De Heilig Hartverering werd in 1856 door Pius IX officieel goedgekeurd. Paus Benedictus XV gaf hier een verdere impuls aan door Margaretha-Maria Alacoque in 1920 heilig te verklaren. De Onze Lieve Vrouwe-kerk in Paray-le-Monial, waar Margaretha-Maria haar verschijningen had gekregen, werd verheven tot basiliek. Deze is tegenwoordig een belangrijk bedevaartsoord.
Aan het eind van de 19e en begin van de 20e eeuw promootte de Katholieke Kerk de Heilig Hartverering. De opkomende industrialisering, de daarmee gepaard gaande verstedelijking en gedeeltelijke proletarisering van de samenleving dwong de Katholieke Kerk in een nieuwe rol. De overheid en samenleving waren seculier geworden, buiten het kerkgebouw was het geloof niet meer vanzelfsprekend aanwezig. Naast de ontwikkeling van de katholieke sociale leer (encyclieken Rerum Novarum in 1891 en Quadragesimo Anno in 1931, het optreden van een nieuwe generatie zielzorgers (in Nederland Alfons Ariëns en Henri Poels, in Duitsland Oswald von Nell-Breuning en in Frankrijk Leo Dehon), moest de Heilig Hartverering zorgen voor een meer persoonlijke vroomheid en sociale actie. In deze periode werden ten zuiden van de grote rivieren honderden Heilig-Hart-beelden opgericht en tientallen parochie-broederschappen gesticht, met het doel de devotie tot het Heilig Hart te vergroten. Buiten het hoogfeest van het Allerheiligste Hart van Jezus (derde vrijdag na Pinksteren) was doorgaans ook elke eerste vrijdag van de maand aan het Heilig Hart toegewijd, vaak met gebruik van een monstrans.